# ورزشگاه لینو کوریا
ورزشگاه لینو کوریا (پرتغالی: Estádio Lino Correia) یک ورزشگاه چندمنظوره در بیسائو، گینه بیسائو است.
این ورزشگاه که در سال ۱۹۴۸ تأسیس شده دارای ۵٬۰۰۰ نفر ظرفیت است و یکی از ورزشگاه‌های خانگی تیم ملی فوتبال گینه بیسائو می‌باشد.